# کلیسای هوهانس مقدس، بیوراکان
کلیسای هُوْهانِس مقدس (ارمنی: Սուրբ Հովհաննես եկեղեցի; انگلیسی: Surb Hovhannes Church) یک کلیسا حواری ارمنی واقع در بیوراکان، در استان آراگاتسوتن، ارمنستان می‌باشد. ساخت و ساز این ساختمان سده ۱۰ام میلادی؛ به پایان رسید. این بنا به سبک معماری ارمنی طراحی شده‌است.

## نگارخانه

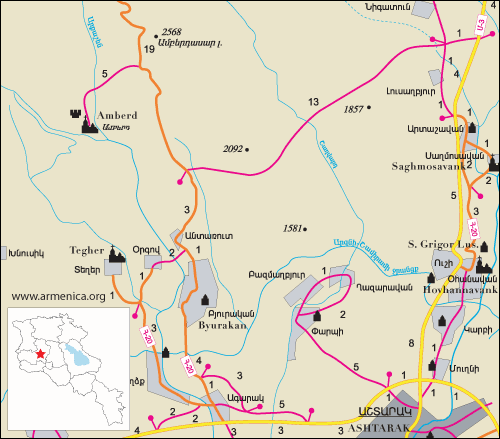
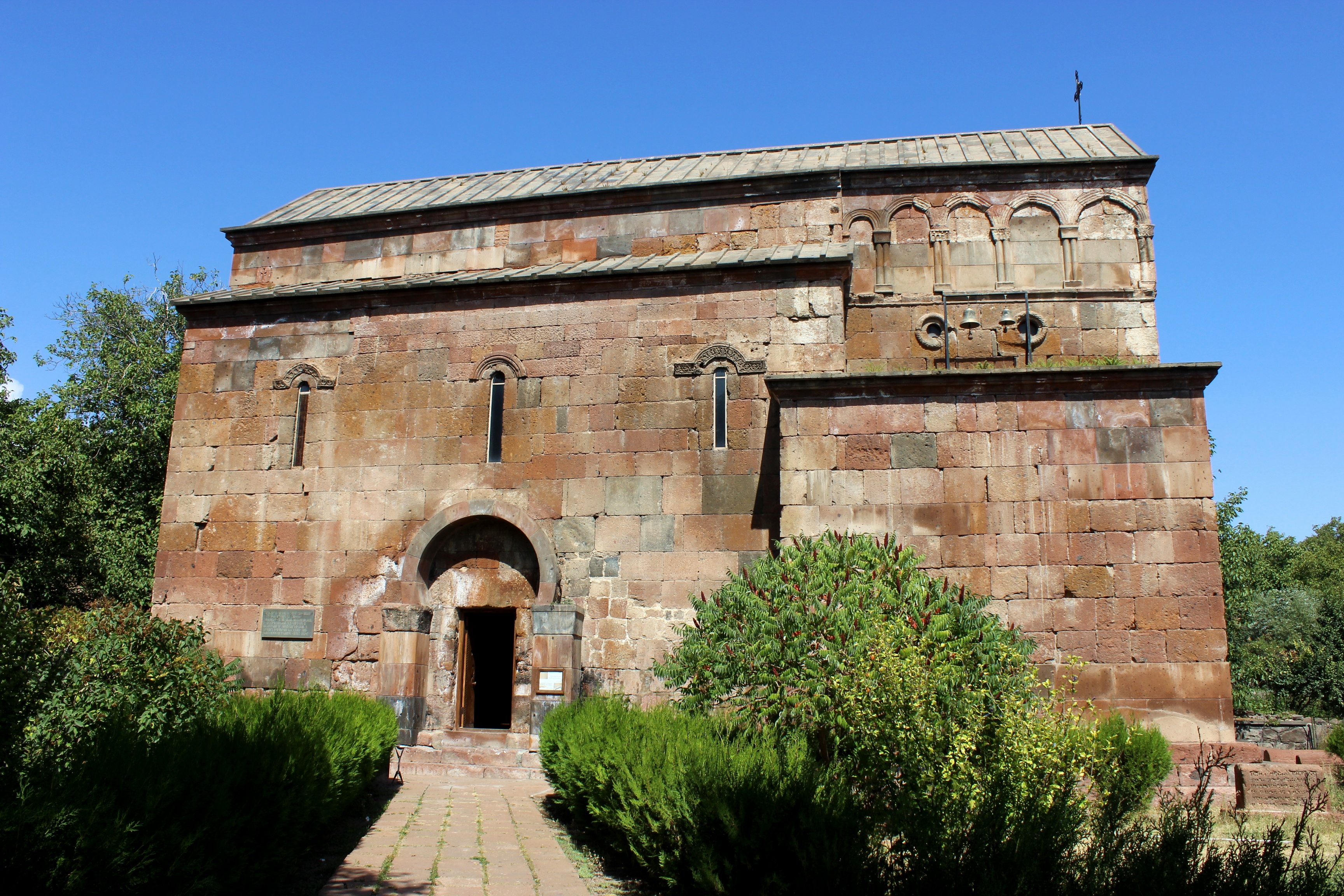
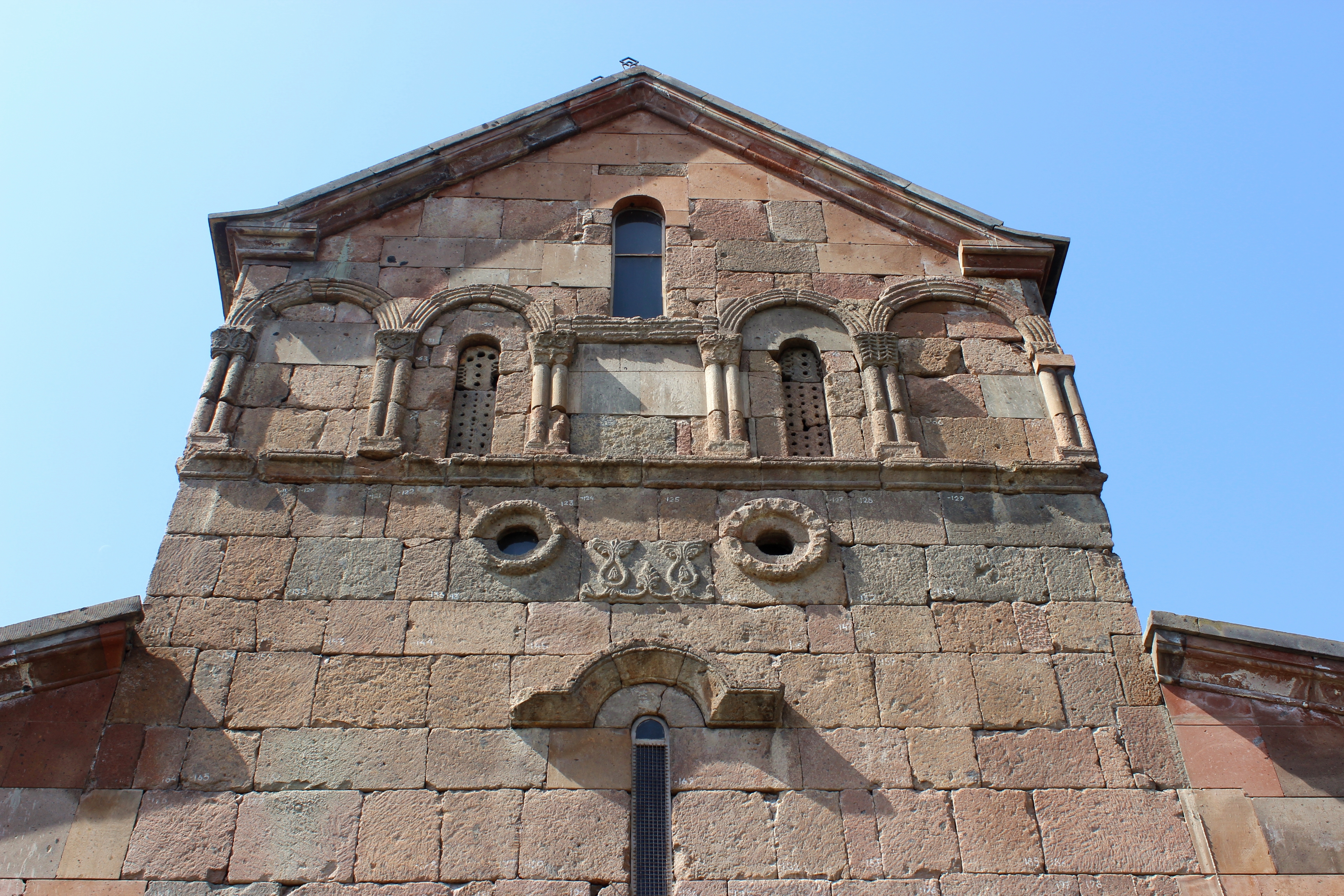
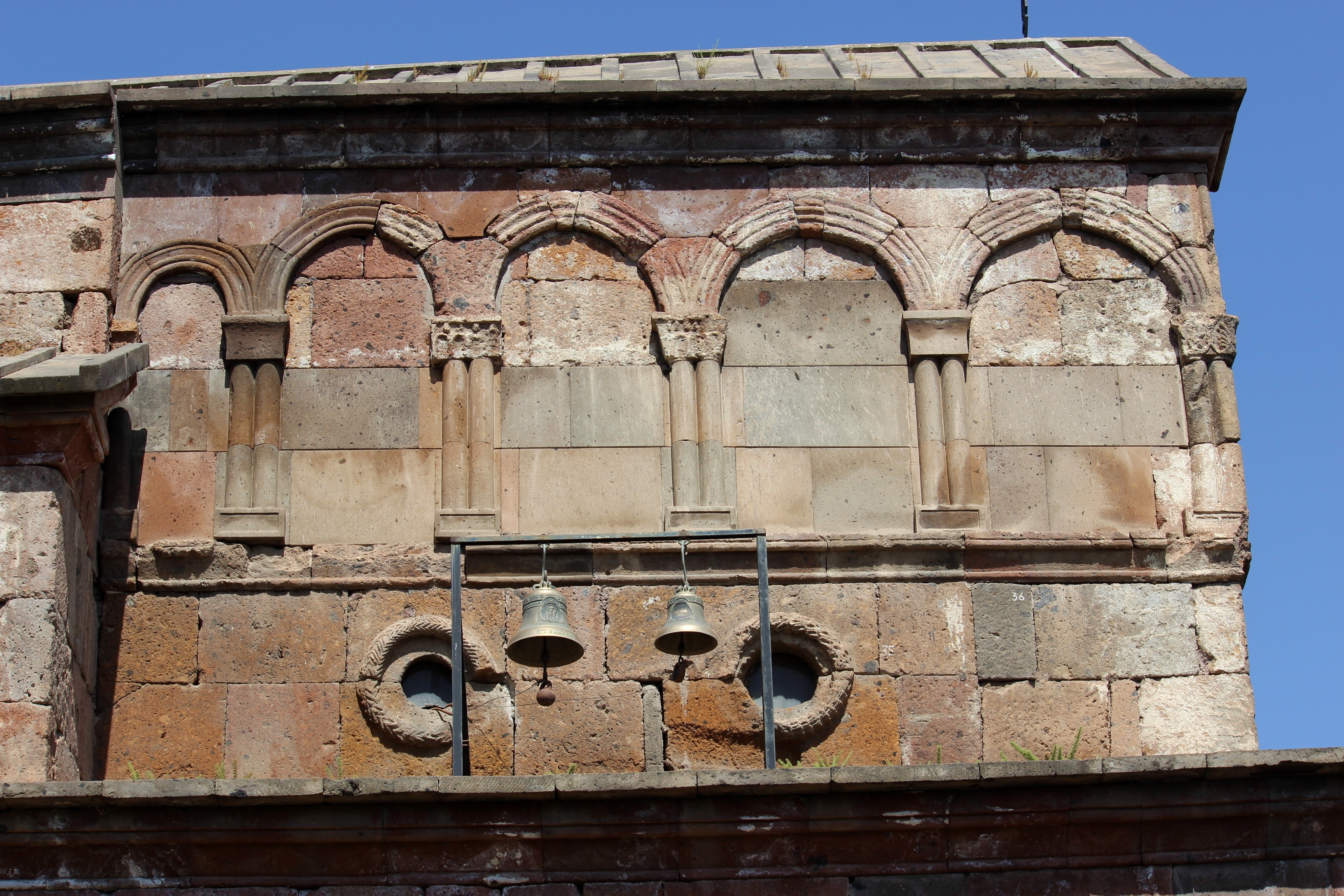
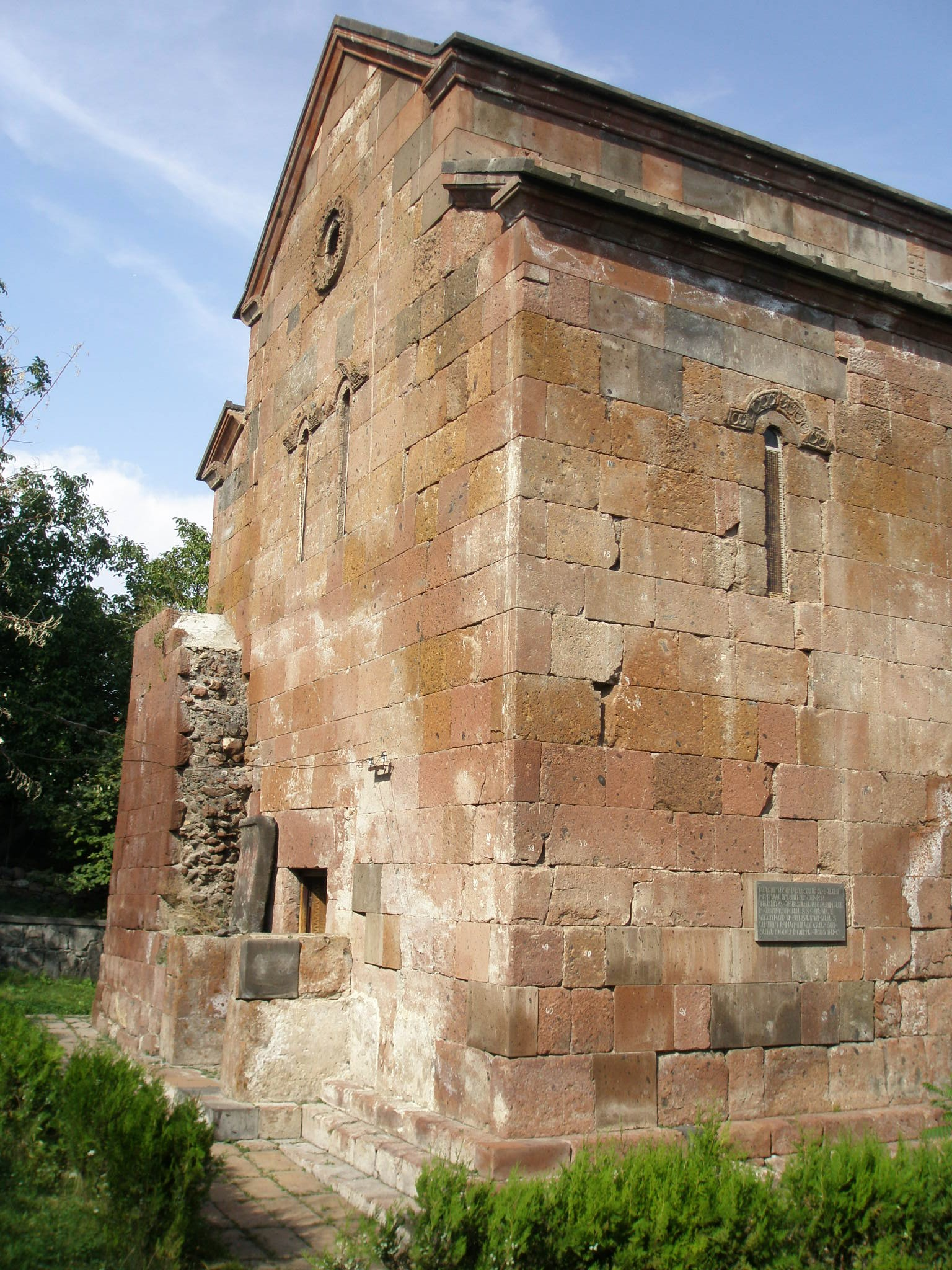
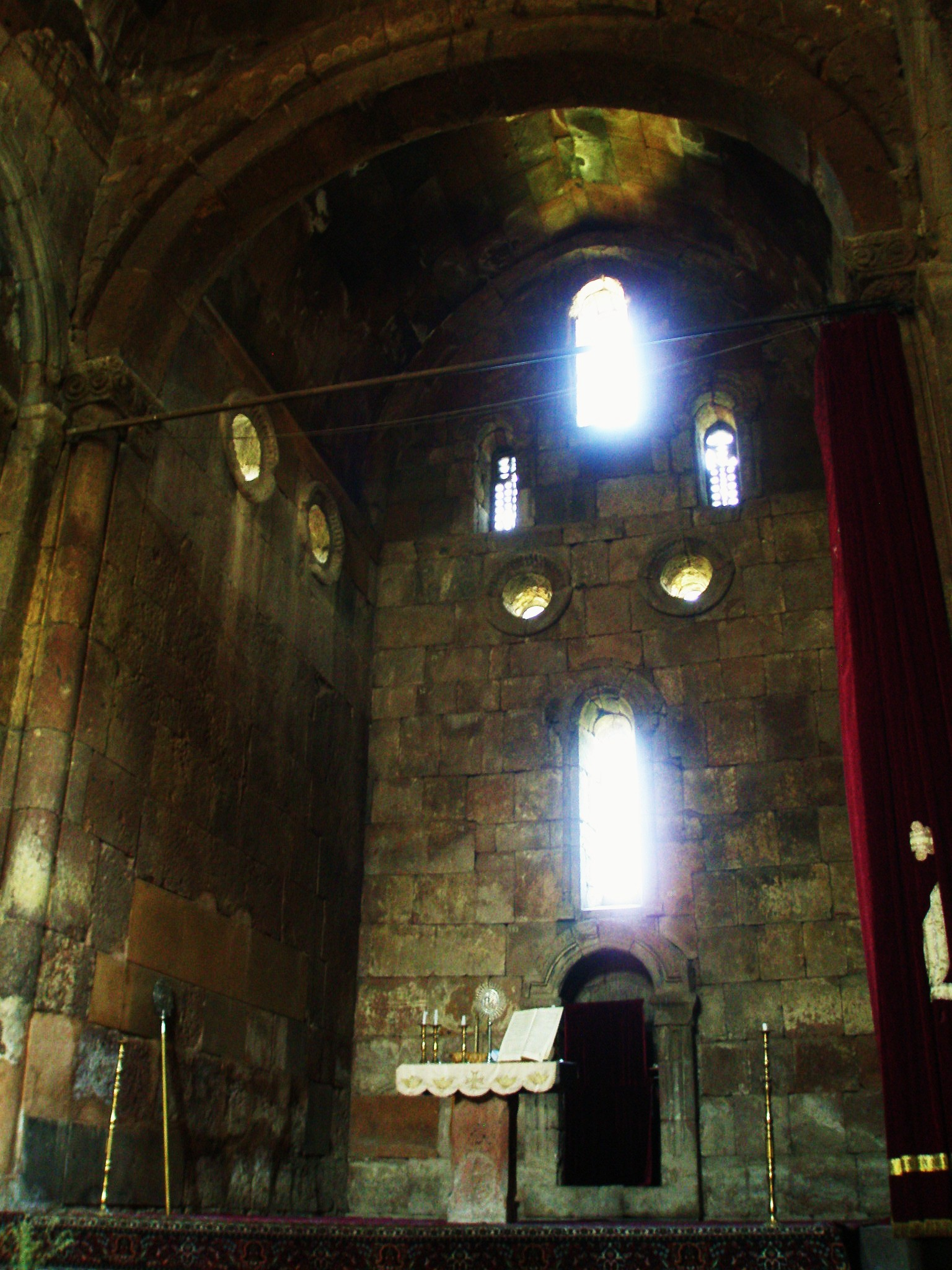
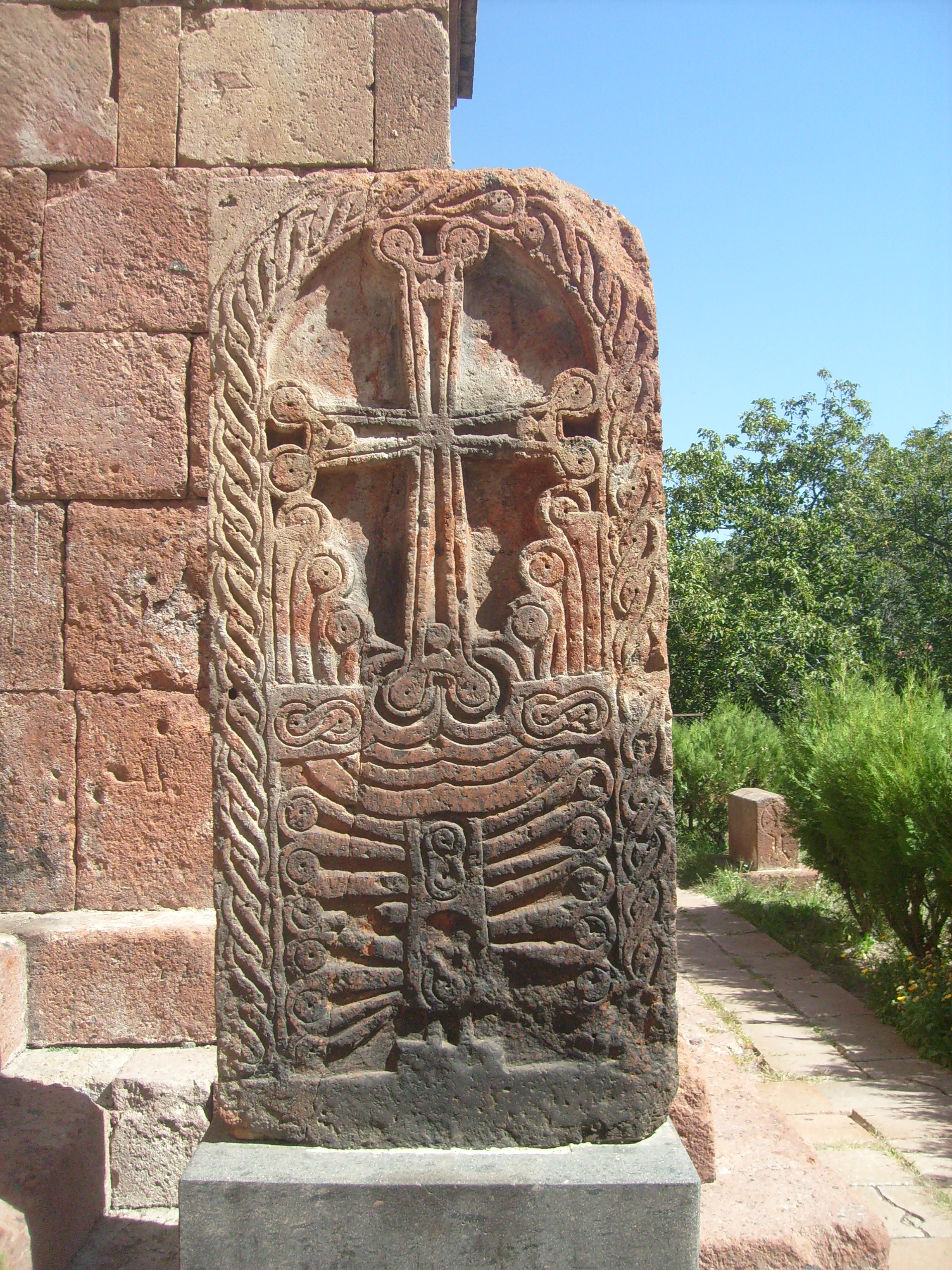
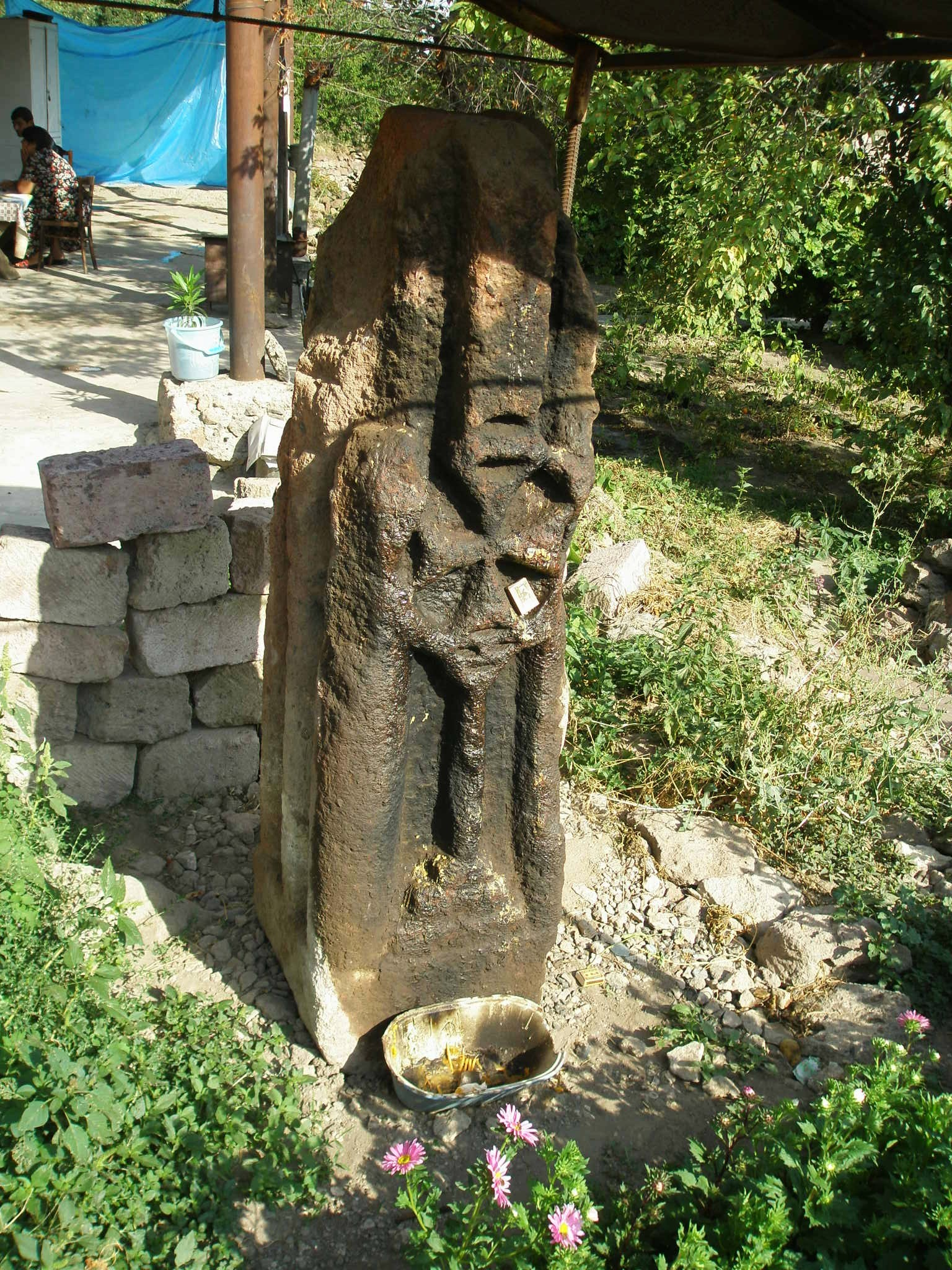